# Seuna-Dynastie
Auf dem Höhepunkt ihrer Macht (um 1200) herrschte die Seuna-Dynastie (auch Sevuna oder Yadava; Marathi: देवगिरीचे यादव; Kannada: ಸೇವುಣರು) von ihrer Hauptstadt Deogiri, dem späteren Daulatabad, über große Gebiete in West- und Zentralindien.

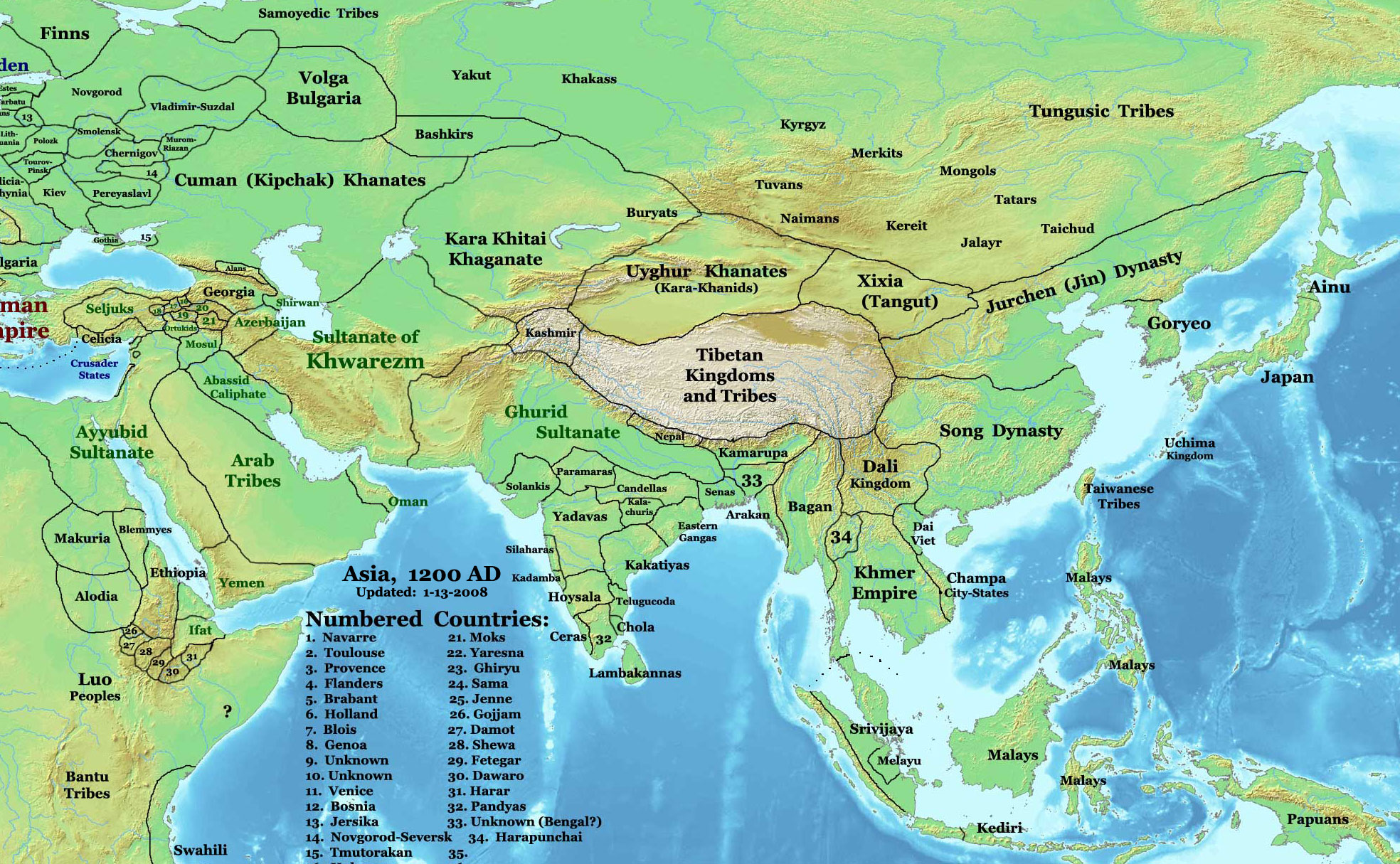
In der Karte ‚Asien um 1200‘ erscheint noch die früher übliche Bezeichnung Yadavas

## Bezeichnung
Früher war die Seuna-Dynastie unter dem Namen ‚Yadava‘ bekannt, den sie selbst häufig benutzten, da sie ihre Abstammung von dieser mythischen Dynastie herleiteten. In den Inschriften ihrer Nachbarn jedoch erscheinen sie regelmäßig unter dem Namen ‚Seuna‘, der sich in der Forschung inzwischen durchgesetzt hat.

## Herrschaftsgebiet
Das Herrschaftsgebiet der Seuna umfasste in der Zeit um 1200 große Teile der heutigen indischen Bundesstaaten Maharashtra, Karnataka und Madhya Pradesh. Ihre Nachbarn, mit denen es häufigere Konflikte gab, waren die Hoysala im Süden, die Solanki im Nordwesten und die Paramara im Norden; über kriegerische Auseinandersetzungen mit ihren östlichen Nachbarn (Chandellas, Kalachuris und Kakatiyas) ist hingegen nur wenig bekannt.

## Geschichte

### Ursprünge
Über die Ursprünge der Seuna gibt es reichlich Spekulationen – sie selbst sahen sich als Abkömmlinge der größtenteils mythischen Chandravamsha (‚Monddynastie‘) der Yadavas. Einige Forscher sehen ihre Herkunft in Nordindien (Mathura), von wo aus sie nach Süden bis nach Dvaraka im heutigen Gujarat gezogen seien; andere sehen in ihnen lokale Klans, die sich allmählich zur ersten Großmacht im Gebiet des heutigen Maharashtra emporkämpften. Eine weitere Forschergruppe vertritt – vor allem aus Gründen der Übereinstimmung einiger Herrschernamen – die Ansicht, dass sie ursprünglich aus Südindien stammten, d. h. aus dem heutigen Karnataka, wo über 500 Inschriften der Seuna erhalten sind.

### Vasallen
Als Dynastiegründer gilt Dridhaprahara, der in der ersten Hälfte des 9. Jahrhunderts lebte; benannt ist die Dynastie wahrscheinlich nach seinem Sohn Seunachandra (reg. ca. 850–874). Von etwa 850 bis 1190 waren die Seuna jedoch Vasallen der Rashtrakutas und der westlichen Chalukyas, von deren Vorherrschaft sie sich jedoch unter Bhillama V. (reg. 1173–1192) befreien konnten. Er scheint der Begründer der neuen Hauptstadt Deogiri (Daulatabad) gewesen zu sein.

### Blütezeit
Sein Enkel Singhana II. (reg. 1200–1247) gilt als der bedeutendste Herrscher des Seunas. Er vergrößerte das Herrschaftsterritorium auf Kosten seiner Nachbarn; gleichzeitig gilt er als Förderer von Wissenschaft und Kunst. Sein Enkel Ramachandra (reg. 1271–1309 oder 1311) schlug einer Inschrift zufolge ein Heer türkischer Invasoren. Hemadri (oder Hemadpant), dessen Minister, war ein großer Förderer des Baues von Hindu-Tempeln (vgl. Shri-Gondeshwar-Tempel in Sinnar), deren eigentümlicher Architekturstil nach ihm benannt ist; darüber hinaus reformierte er die Marathi-Schrift und gab neue Impulse für die Landwirtschaft.

### Ende
Im Jahr 1294 jedoch eroberte ein Heer des späteren Sultans von Delhi, Ala ud-Din Khalji, die Stadt Devagiri und machte die Seuna tributpflichtig. Da diese ihren Verpflichtungen nicht nachkamen, entsandte Ala ud-Din Khalji im Jahr 1307 erneut ein riesiges Heer unter der Führung von Malik Kafur, das nahezu ohne Gegenwehr die Hauptstadt einnehmen konnte, Ramachandra gefangen nahm und nach Delhi verschleppte. Dieser erreichte seine Freilassung unter Abgabe des Versprechens, dem Sultan bei seinen Plänen zur Eroberung Südindiens zu helfen. Sein Nachfolger Singhana III. (reg. 1311) forderte den Sultan erneut heraus und Malik Kafur nahm die Hauptstadt Devagiri zum wiederholten Mal ein; Singhana III. wurde bei den Kämpfen getötet. Im Jahr 1317 wurde das Reich der Seuna (oder Yadavas) in das Sultanat von Delhi eingegliedert.

## Herrscher der Seuna/Yadava-Dynastie

### Vasallen der Rashtrakutas und Chalukyas

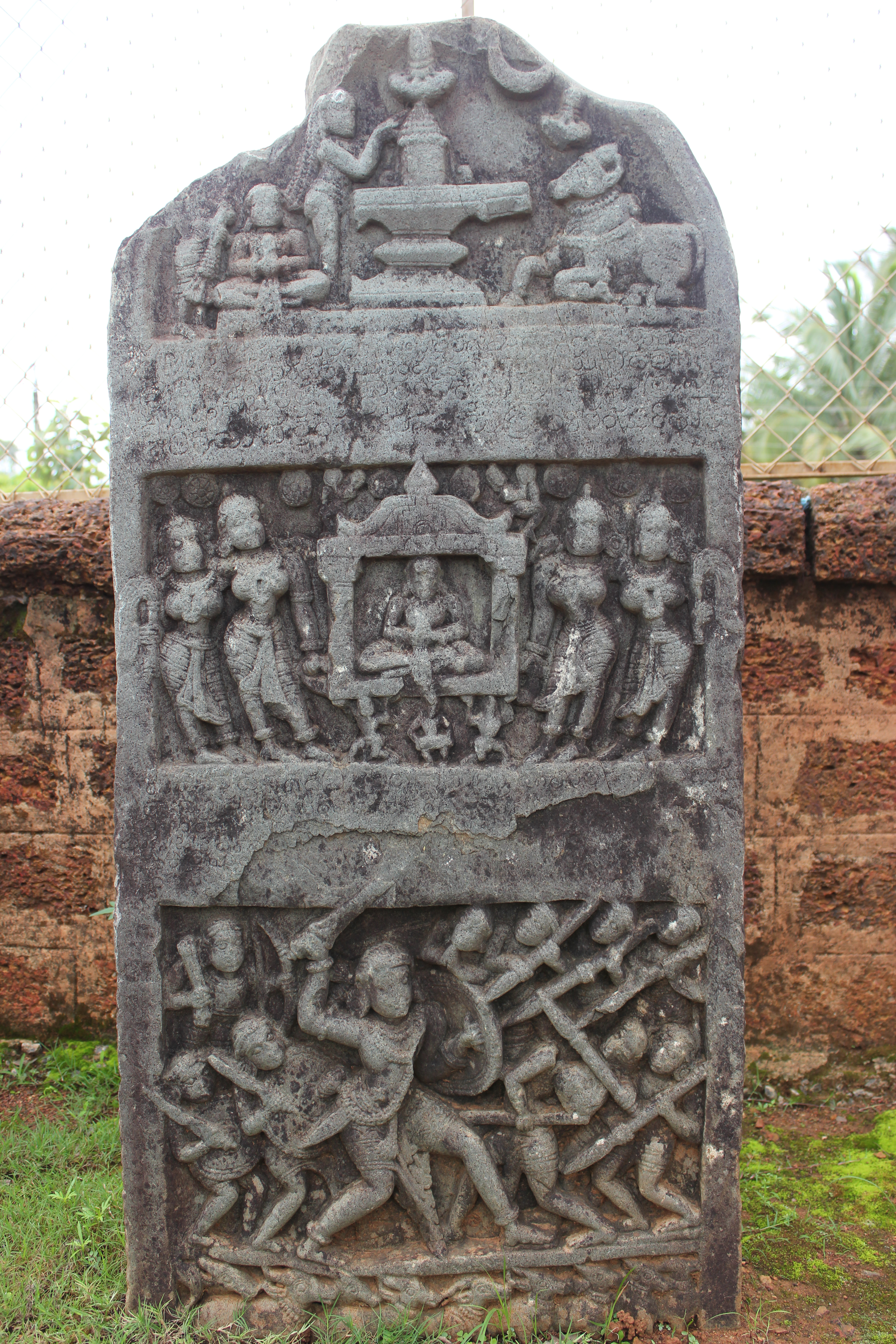
Steintafel (1235) der Seuna im Kaitabhesvara-Tempel in Kubatur, Karnataka

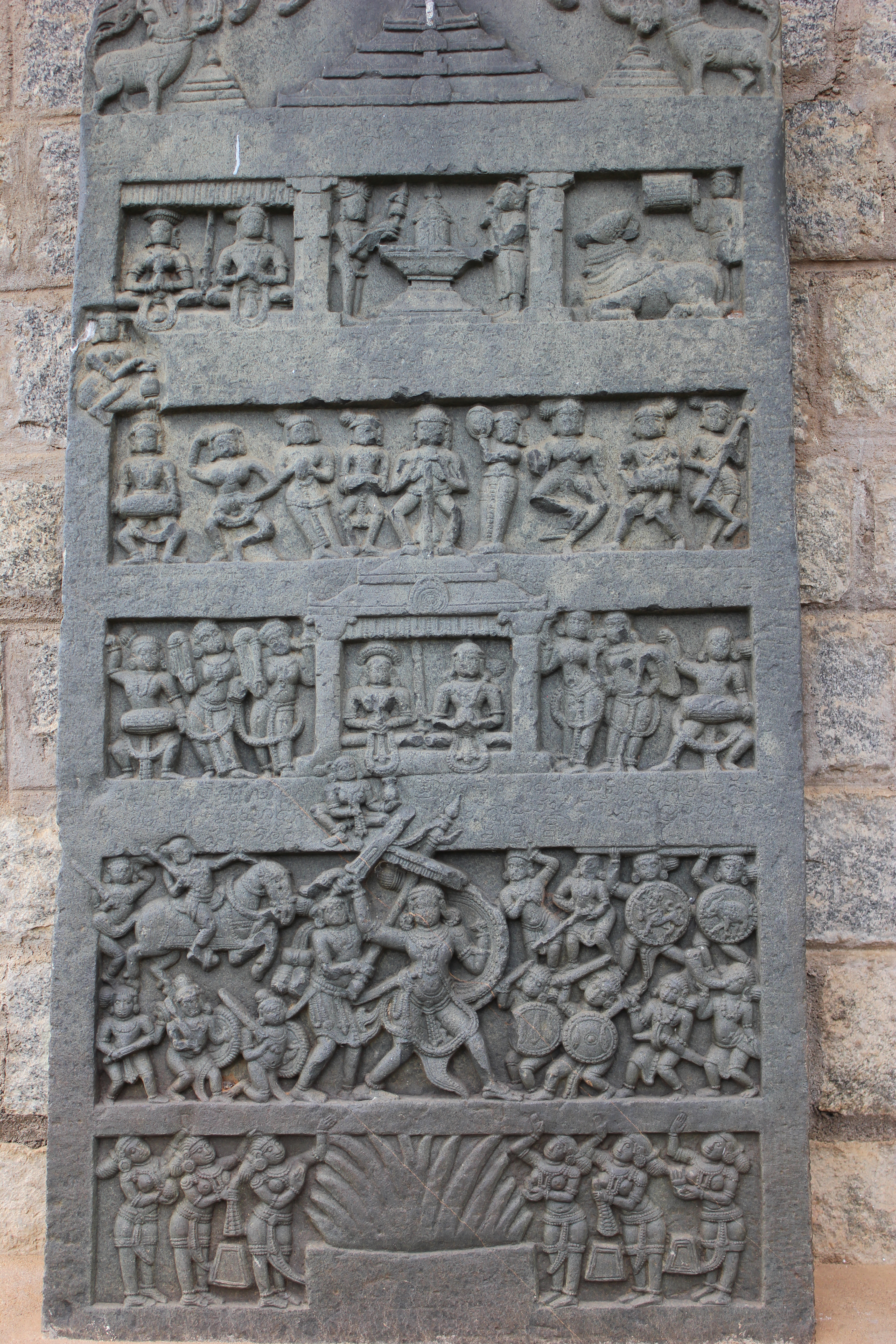
Steintafel (1286) der Seuna im Kedareshwar-Tempel in Balligavi, Karnataka

- Dridhaprahara
- Seunachandra (850–874)
- Dhadiyappa (874–900)
- Bhillama I. (900–925)
- Vadugi (Vaddiga) (950–974)
- Dhadiyappa II. (974–975)
- Bhillama II. (975–1005)
- Vesugi I. (1005–1020)
- Bhillama III. (1020–1055)
- Vesugi II. (1055–1068)
- Bhillama III. (1068)
- Seunachandra II. (1068–1085)
- Airamadeva (1085–1115)
- Singhana I. (1115–1145)
- Mallugi I. (1145–1150)
- Amaragangeyya (1150–1160)
- Govindaraja (1160)
- Amara Mallugi II. (1160–1165)
- Kaliya Ballala (1165–1173)

### Unabhängiges Reich
- Bhillama V. (1173–1192)
- Jaitugi I. (1192–1200)
- Singhana II. (1200–1247)
- Kannara (1247–1261)
- Mahadeva (1261–1271)
- Amana (1271)
- Ramachandra (1271–1311)

### Tribut-Status unter der Khilji-Dynastie
- Singhana III. (Shankaradeva) (1311)
- Harapaladeva (1311–1317)